# Heterolaophonte similis
Heterolaophonte similis is een eenoogkreeftjessoort uit de familie van de Laophontidae. De wetenschappelijke naam van de soort is voor het eerst geldig gepubliceerd in 1866 door Claus.